# Edward Willkie
Edward Everett Willkie (ur. 25 grudnia 1896 w Elwood, zm. 15 października 1956 w Bellingham) – amerykański zapaśnik walczący w stylu klasycznym. Olimpijczyk z Antwerpii 1920, gdzie zajął dziewiąte miejsce w wadze ciężkiej.

## Letnie Igrzyska Olimpijskie 1920
| Konkurencja              | Rundy eliminacyjne   | Rundy eliminacyjne     | Rundy finałowe         | Rundy finałowe      | Rundy finałowe         | Rundy finałowe          | Klas. końcowa |
| Konkurencja              | I runda              | II runda               | Baraż o 2. miejsce     | Baraż o 2. miejsce  | Baraż o 3. miejsce     | Baraż o 3. miejsce      | Miejsce       |
| ------------------------ | -------------------- | ---------------------- | ---------------------- | ------------------- | ---------------------- | ----------------------- | ------------- |
| +82,5 kg styl jlaszyczny | Josef Struna (CSK) Z | Adolf Lindfors (FIN) P | Anders Ahlgren (SWE) Z | Poul Hansen (DEN) P | André Gasiglia (FRA) Z | Martti Nieminen (FIN) P | 9.            |